# 国際連合安全保障理事会決議494
国際連合安全保障理事会決議494（こくさいれんごうあんぜんほしょうりじかいけつぎ494、英: United Nations Security Council Resolution 494）は、1981年12月11日に国際連合安全保障理事会で採択された決議である。
安保理は、国際連合事務総長の任命について検討した上で、国際連合総会に対してハビエル・ペレス・デ・クエヤルの任命を勧告した。任期は1982年1月1日から1986年12月31日までの5年間である。決議は、全会一致で採択された。